# بيتر كاسل
بيتر كاسل (بالإنجليزية: Peter Castle)‏ هو لاعب كرة قدم بريطاني، ولد في 12 مارس 1987 في ساوثهامبتون في المملكة المتحدة. شارك مع منتخب إنجلترا تحت 16 سنة لكرة القدم. أما مع النوادي، فقد لعب مع روشدين ودايموندز ونادي بورنموث ونادي ريدنغ.

## وصلات خارجية
- بيتر كاسل على موقع قاعدة بيانات كرة القدم.إي يو (الإنجليزية)
- بيتر كاسل على موقع Soccerbase.com (لاعب) (الإنجليزية)